# Jacques Cartier
Jacques Cartier (Saint-Malo, Bretagne, 1491. december 31. – Saint-Malo, Franciaország, 1557. szeptember 1.) francia felfedező, a kanadai Szent Lőrinc-folyónak és környékének, valamint számos szigetnek a felfedezője, Kanada névadója.
Az európaiak közül először a 9.–10. században a vikingek érték el a mai Kanada területét. A nagy földrajzi felfedezések korában egy brit szolgálatban álló velencei hajós, John Cabot (Giovanni Caboto) érte el először Kanada partjait 1497-ben.

## Élete
Cartier 1491-ben született Saint-Malóban, a Bretagne-i Hercegségben (mely 1532-ben Franciaország részévé vált). Jakez Karter néven szerepel keresztlevelén. Apja elismert tengerész volt a környéken.
1520-ban házasodott össze Catherine des Granches-sel, aki egy hajótulajdonos lánya volt. Nem született gyermekük.
Életéről kevés adat maradt fenn, felfedezőútjairól viszont elég részletes beszámolók készültek. Három alkalommal vezetett önállóan felfedezőutat Kanada partjaihoz. Valószínűleg már ezek előtt is eljutott Amerika partjaihoz, 1524-ben és 1528-ban, Giovanni da Verrazzano kalózhajóján, a legénység tagjaként.

## Az első expedíció (1532–1534)

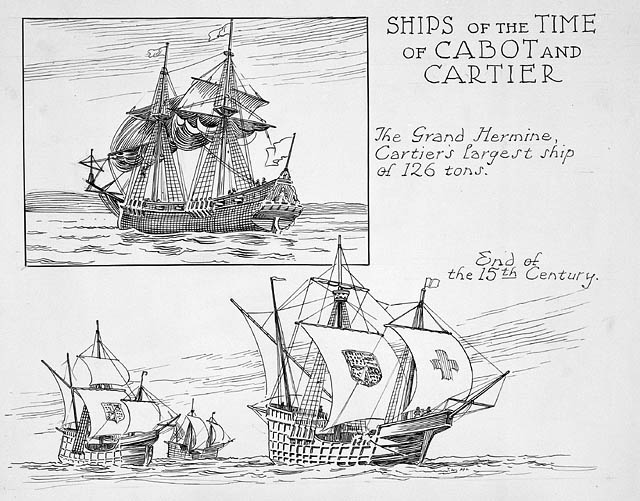
Jacques Cartier hajója

1532-ben Jean Le Veneur, Saint-Malo püspöke és Mont-Saint-Michel apátja javasolta I. Ferenc francia királynak, hogy küldjön expedíciót az Újvilágba az Indiába és Kínába vezető átjáró megkeresése végett.
Cartier ezt az északnyugati átjárót keresve indult útnak 1534. április 20-án, Saint-Malóból, két hajóval, összesen 61 fővel a fedélzeten. Húsz nappal később, május 10-én érkezett meg Új-Fundland partjaihoz, a Szent Lőrinc-folyó torkolatához. A földet azonnal a francia korona birtokává nyilvánította. A felfedezés útja Új-Fundland Belle Isle-fokánál kezdődött, innen behajóztak az Szent Lőrinc-öbölbe. Cartier az átjárót keresve minden öbölbe és folyótorkolatba behajózott, alapos felderítést végezve. Június 12-én vagy 13-án láttak először indiánokat „Káin földjénél”. Az indiánok a szárazföld belseje felől érkeztek, fókára vadásztak. Ezen az útján magát a Szent Lőrinc-folyót még nem fedezte fel.
Cartier hamar elérte a Cape Bretont, utána a Magdalen-szigeteket június 26-án. Június 29-én megérkezett a Prince Edward-szigethez, anélkül, hogy tudta volna, hogy ez csak egy sziget. Megvizsgálta a tengerpartot. Ez a sziget a mikmek indiánok területe volt, már az európaiak megérkezése előtt 2000 évvel is ott éltek. Cartier itt is partra szállt, ekkor találkozott néhány mikmek indiánnal – ez volt az első találkozás amerikai indiánok és franciák között. Cartier kiadta az utasítást, hogy az indiánokkal barátságosan kell bánni. Cartier később ezt a szigetet „az elképzelhető leggyönyörűbb földterület”-nek hívta.
A szigetet elhagyva július 4-én érkezett a Gaspé-félszigethez, ahol 1534. július 7-én lépett partra. Vele tartott egy francia pap is, aki elkísérte őt a hajón a tengeri útra, és a partra éréskor hálaadó szentmisét mutatott be, Cartier pedig a Francia Királyság nevében birtokba vette a földet.
A félsziget mentén továbbhajózva elérte a Gaspé-öblöt. Több mint 200 irokéz indián halászott ezen a részen; ők Stadacona indián faluból érkeztek. Kanada, mint földrajzi név ebben az időben jelent meg első alkalommal, Cartier úti beszámolójában. A szó eredete az irokéz falvak nevéből származik, a falvakat Kanatának nevezték, melyet Cartier az egész terület nevének értelmezett.

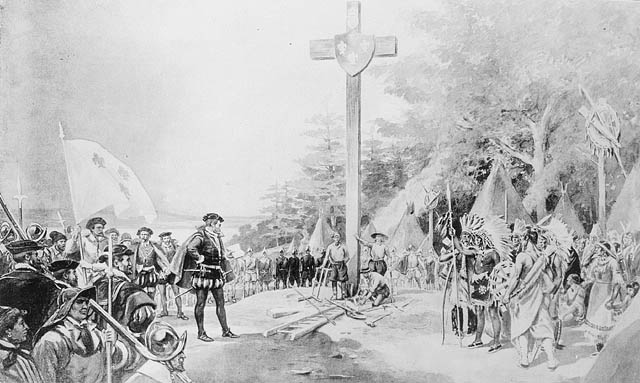
Cartier keresztet állít a Pointe-Penouille-n

Cartier július 24-én bejelentette a francia igényt a területre. A 30 láb hosszú keresztet, melyet a Pointe-Penouille helyen állított fel, rossz szemmel nézte Donnacona, az irokézek törzsfőnöke. Félve a kapcsolat megromlásától, Cartier azt hazudta a keresztre, hogy csak egy jelentéktelen jelzés. Ezek után az indiánokkal való kapcsolata barátságosnak volt mondható. Donnacona kezdetben azt gondolta, hogy a franciák víz alatt élnek és faházban laknak.
Amikor keresztet állított Saint-Servannál és az Île Brionnál, az indiánok számára egyértelművé vált, hogy ez nem csak jelentéktelen valami, hanem célt szolgálhat, a territórium kijelölését. Donnacona törzsfőnök Cartier-hez indult tiltakozni. A franciák ezután kényszerítették az irokézeket, hogy a hajóra menjenek. Cartier olyan sikeresen megnyugtatta őket, hogy Donnacona beleegyezését adta, hogy két fia, Dom Agaya és Taignoagny elmehessen velük a hajóval, Cartier-nek csak azt kellett megígérnie, hogy visszatérnek. A megegyezést közös ünnepi lakomával pecsételték meg.
Július 25-én Cartier elhagyta a Gaspé területét, továbbhajózott a Szent Lőrinc-öbölben, fedélzetén a két indián fiúval. Nyugat felé akart menni, de keletre indult el, 40 mérföld múlva látta meg a Anticosti-szigetet, melynek neve az indiánok nyelvén „Nakitosek” volt. Július 29-éig hajózott a sziget mentén, augusztus 1. és augusztus 5. között tanulmányozta a szigetet, majd augusztus 15-én elindult hazafelé. A Belle Isle-nál Saint-Malo felé vette az irányt, ahová 1534. szeptember 5-én érkezett meg.
Mivel felfedezései az északnyugati átjáró megtalálása reményével kecsegtettek, Cartier hamarosan elkezdhetett készülni második utazására a mai Kanada partjaihoz. Az indiánokkal kötött szövetség, valamint a franciául gyorsan megtanuló két indián fiú mind segítette az előkészületek felgyorsulását. Már október 30-a előtt döntöttek a második expedíció elindításáról a teljes felfedezéshez. I. Ferenc király 3000 livre összeggel járult hozzá az expedíció költségeihez. Donnacona fiai, Dom Agaya és Taignoagny elkísérték őt a második expedíción a Szent Lőrinc-folyóhoz.

## A második expedíció (1535–1536)
Cartier második észak-amerikai expedíciójára 1535. május 19-én indult el, 3 hajóval (Grande Hermine, Petite Hermine, Émérillo), 110 emberrel és a két bennszülött fiúval, azzal a céllal, hogy felkeresi a bennszülöttek két faluját, Stadaconát (ma Quebec) és Hochelagát (ma Montréal). Útja során 1535-ben fölhajózott a mai Quebecig, és a folyó mentét bejárva megtalálta Hochelaga (korabeli iratokban Ochelaga) indián falut, a mai Montréal területét. Továbbhaladt a folyó mentén, de a „Rapidok”-nak elnevezett hajózhatatlan folyamszakasz miatt visszafordult. A második expedíció eredményeként indult meg a prémkereskedelem, és a francia király 1536-ban bejelentette Új-Franciaország gyarmat létrejöttét.
Cartier a Belle Isle foknál ért el Újfundlandig, 50 nap alatt szelte át az óceánt. Ezúttal az Anticosti sziget másik oldalán hajózva érkezett meg a Szent Lőrinc-öbölbe, a folyó torkolatához. Az út Stadaconába a Szent Lőrinc-folyó mentén vezetett, a folyó megtalálása Cartier legfontosabb felfedezése volt. Szeptember 7-én érkezett meg l'le d'Orléans-ba, közel Stadaconához. Itt találkozott Donnaconával. A törzsfőnök megkönnyebbülve látta viszont fiait. Az indián fiúk tolmácsolása segítségével Cartier Hochelagáról, az irokézek falujáról kérdezgette Donnaconát. A törzsfőnök ellenezte ezt a nyugati utat, és fiait sem engedte el rá. A sámánok is felhívták Cartier figyelmét az ottani veszélyekre, álláspontjuk szerint a nyugati vidéken ördögök laknak, de őt ez nem tántorította el elhatározásától. Kijelölt több embert arra, hogy maradjanak és építsenek erődöt, és bennszülött idegenvezető nélkül folytatta útját. Fő hajóit Stadaconánál, egy természetes kikötőben hagyta, és két kisebb hajójával folytatta az utat a folyón felfelé, hogy megtalálja Hochelagát.

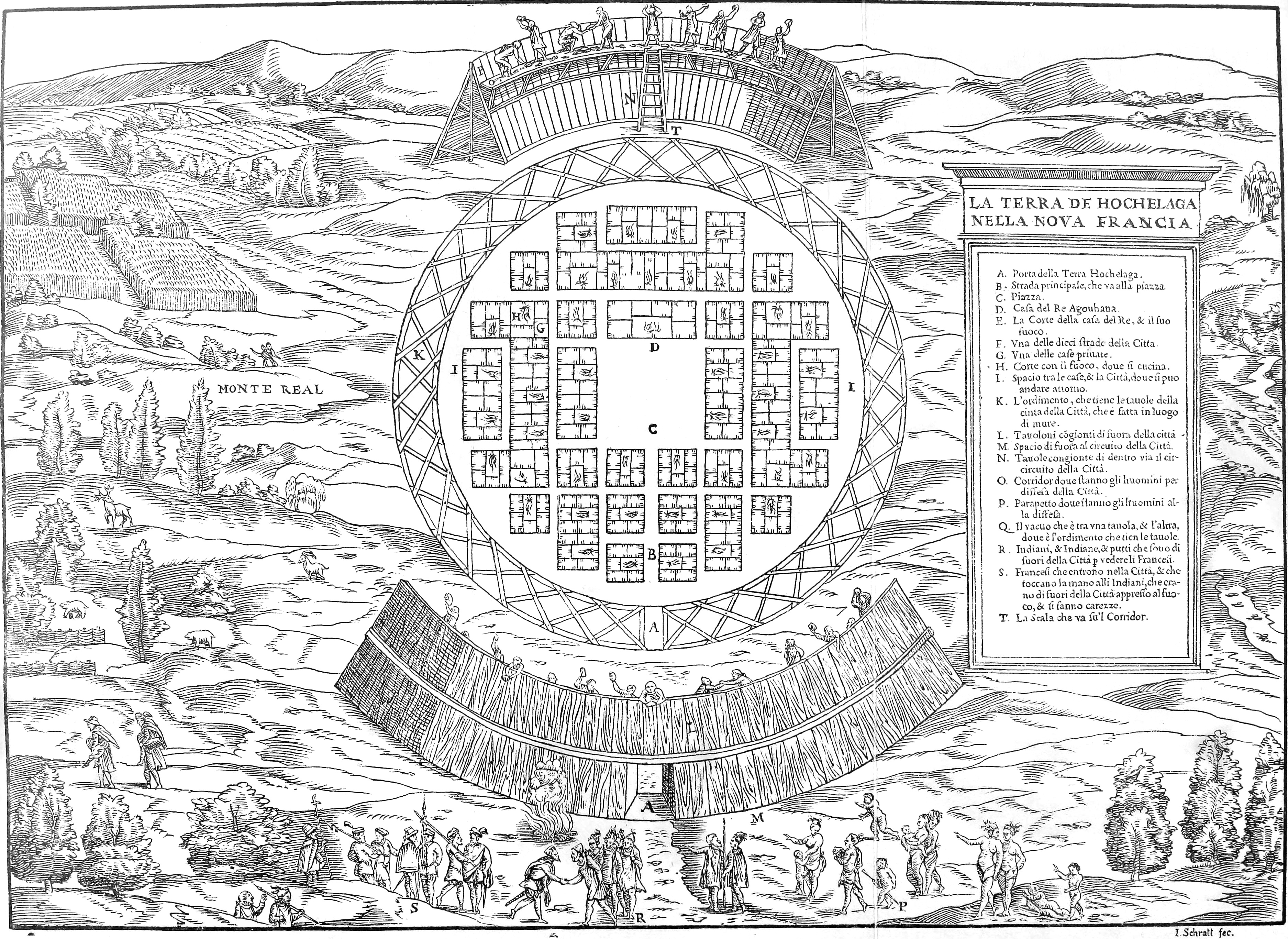
Hochelaga indiántelepülés

A Szent Lőrinc folyó partjait megvizsgálta, mindenről részletes térképet készített, ezért lassan haladt előre, még mindig abban a hitben, hogy ez az út az északnyugati átjáró.
1535. október 2-án érkezett meg Cartier ahhoz a nagy szigethez, melyről Donnacona két fia, Dom Agaya és Taignoagny beszélt neki. Rövid hajóút után megtalálta azt a vidéket, ahol kukoricát termeltek. A közelben, a hegység vonulata mellett megtalálta Hochelagát is. Ez sokkal mozgalmasabb és nagyobb volt, mint a kis Stadacona – több mint 2000 huron indián lakóhelye volt. Azon az oldalon, ahol megérkeztek, áll ma a Jacques Cartier-híd.
Cartier azonnal találkozott az ottani huronokkal. Megajándékozták egymást és lakomát rendeztek. Cartier meglepődve tapasztalta, hogy az indiánok szinte mindenfelé „füstölögnek”, és érdeklődni kezdett, hogy mi az a növény, amelyet termeltek, majd megszárítva apróra törtek, pipába tömtek és meggyújtottak. Így ismerte meg a dohányt. Hamar rászoktak ők is, és hazatérésük után is dohányoztak, ami segítette a dohány európai elterjedését. Népszerűségének egyik oka talán az volt, hogy az indiánokat erőssé tevő csodaszernek hitték a dohányt.
A beszélgetés és vendéglátás közben úgy érezte, hogy a bennszülöttek elfogadják az általa a kereszténységről mondottakat, ezért úgy gondolta, könnyű lesz őket megtéríteni.
Mielőtt folytatta volna útját, Cartier emlékművet emelt, melyet „Mont Royal”-nak nevezett el a francia király tiszteletére. Az irokéz falu helyén települt későbbi város, Montréal is erről kapta a nevét.
Ezután továbbhaladt a folyó mentén, és elérkezett egy olyan szakaszhoz, Lachine-hez, ahol a folyó a zuhatag miatt járhatatlanná vált. Tudomásul vette, hogy ez a további utat lehetetlenné teszi, ezért visszafordult. Végigjárta a vidéket és a folyó vonalát is több kilométeren keresztül behajózta. Sehol sem találkozott ellenséges fogadtatással, a vidék pedig ideális volt gyarmatosításra.
Még a tél beállta előtt vissza akart érni, ezért elhajózott Hochelagából, és elindult az Atlanti-óceán felé, hogy kiérjen a Szent Lőrinc-öbölhöz. Szerencsétlenségére mire odaért, a folyó befagyott, Stadacona közelében vissza kellett fordulnia, és a telet az Újvilágban kellett töltenie. Embereivel egy kezdetleges erődöt épített.
1535 november közepe és 1536 áprilisa között a flotta a Szent Lőrinc-folyó erősen befagyott torkolatában, a quebeci sziklák alatt vesztegelt. A zord télben a jég vastagsága megközelítette az 1,8 métert a folyón, és a partot is hóréteg borította 1,2 méter magasságban.
A tél alatt a stadaconai kis francia közösséget megtizedelték a betegségek, elsősorban a skorbut. Az időjárás is, a betegség is előhozta a franciák közötti feszültségeket, ráadásul az irokézek szívélyessége is hamar alábbhagyott. A skorbut sok halálos áldozatot követelt.
Cartier feljegyezte a skorbut tüneteit az irokézeknél, és meglepődve tapasztalta, hogy a törzsfőnök fia, Dom Agaya, egészséges és fitt néhány nappal később a tünetek megjelenése után. Rájött, hogy segítség nélkül kevés esélye van a telet átvészelni, és reménykedve abban, hogy az irokézek gyógymódja a franciákat is meggyógyítja, megkérte Dom Agayát, hogy segítsen a skorbut leküzdésében. Donnacona végül megengedte fiának, hogy átadja titkos gyógyszerüket Cartieréknek. Cartier érdeklődéssel nézte, ahogy Dom Agaya a tujafenyő (Arbor vitae) törzsből háncsokat vág le, majd megfőzve teát készít belőle. Magas C-vitamin tartalmának köszönhetően a tea hatott. Cartier így ismerte meg a skorbut egyik gyógymódját.
Az emberek többsége meggyógyult a teától, az irokézekkel is rendbe jött a kapcsolatuk. Tél végén Donnacona sokat mesélt Cartiernek a vidékről, ahol nagy mennyiségben található arany és gyémánt, valamint a fűszerekről, melyek számtalan variációban fordultak elő.
Cartier megkérdezte a törzsfőnököt, hogy nem akarja-e elkísérni őt Franciaországba, hogy találkozzon az ő királyával, így előkészítve a harmadik expedíciót. A törzsfőnök elhárította a meghívást, de Cartiernek ajándékot adott, amit négy fia készített. A felfedező azonban elhatározta, hogy a törzsfőnököt magával viszi bármi áron Franciaországba. Mikor hazafelé készült, meghívta Donnaconát egy partira az általuk épített erődbe. Donnacona nem fogadta el, mintha megérezte volna, hogy a meghívás csak ürügy, de nem tudhatta, hogy Cartier ekkor már elhatározta magát, és 1536 májusában elrabolta Donnaconát, fiait, Dom Agayát és Taignoagnyt, és hat másik bennszülöttet, köztük három fiatal lányt, akiket a hajóra vittek. A törzsfőnök is, a tengerparton tartózkodó bennszülöttek is felháborodtak, de Cartiernek sikerült meggyőznie Donnaconát, hogy a francia király szeretné látni őt, és hamarosan, a következő évben visszatérhet. A törzsfőnök, mivel választása nem volt, belenyugodott, és a parton levő bennszülötteknek viszontlátást kívánt Cartier hajójáról, és biztosította őket, hogy visszatér. Nem tudhatta, hogy sohasem látja viszont szülőföldjét.
Cartier és emberei 1536. július 15-én érkeztek meg Saint-Malóba.
Franciaországban Donnacona találkozott a francia királlyal, és mesélt a legendás Saguenay vidékéről, a túlsó világ toronymagas vízeséséről, a vidékről, ahol bálnák vannak, ahol a fehér emberek éltek, és a fűszerekről, amik bőségesen teremnek a szabadban.
Cartier új megbízást kapott, egy új, kanadai kolónia előkészítésére. Megkezdte az előkészületeket, de az expedícióhoz nem sikerült pénzügyi támogatást szereznie. Néhány évvel később Cartier és a bennszülöttek szorgalmazták a visszatérést. Az engedélyt Cartier megkapta, de még mielőtt elindult volna Kanadába, az irokézek a fiatal lányok kivételével 1540-ben meghaltak.

## A harmadik expedíció (1541–1542)
1541. május 23-án Cartier elindult Saint-Malóból harmadik útjára, öt hajóval (Grande Hermine, Émérillon, Georges, Saint-Brieux, az ötödik neve nem ismert), azzal a céllal, hogy új kolóniát alapítson I. Ferenc francia király kívánságára Kanada területén. Az öt hajón 1500 emberrel indult útnak. Magával vitt földműveseket, valamint haszonállatokat is.
A lehetséges aranymezők is érdekelték Cartiert. Épp ezért visszatért Stadacona-ba. Lehorgonyozva a hajóit Stadaconánál, augusztus 23-án egyedül találkozott a huronokkal, bár különböző módokon üdvözölte őket, a fogadtatás nem volt szívélyesnek mondható. Az irokézek azt remélték, hogy viszontláthatják főnöküket és az embereket Cartierrel együtt. Amikor megkérdezték, hogy hol vannak ők, Cartier kitérő választ adott, azt felelte, hogy ők még több időt akartak eltölteni Franciaországban, mert megbecsült vezetői az új országnak is, ezért még nem tértek vissza. A bennszülöttek nem hittek neki. Rövid idő múlva Cartier egyik emberét az erőd közelében meggyilkolták.
Cartier a keleti oldal felfedezőútját elejtette, és egyedüli telepeseknek való helyet a Szent Lőrinc-folyó mentén képzelte el. Elhatározta, hogy ezen a vidéken építi meg a telepet.
Kilenc mérfölddel a folyón felfelé, egy helyen, amit ma „Cap-Rouge”-nek hívnak, találta meg a telep létrehozásának lehetséges helyét. Védett települést létesített és elnevezte „Charlesbourg-Royal”-nak. Épített egy másik erődöt is, ami a településre rálátott. Ő tovább folytatta a folyó tanulmányozását, az emberek pedig elkezdtek gyűjteni kvarckristályokat, (gyémánttartalmú) és aranytartalmú köveket. A hajók közül 2 hajót megrakodva Cartier számos más kőzettel hazaküldött szeptember 2-án.
Így köszöntött be a tél. A tél kemény volt, a helyi huronok is ellenségesek voltak, sok problémájuk volt az ételekkel és a skorbuttal is. A huronok megölték 35 emberét. Ezek a tények arra az elhatározásra bírták Cartiert, hogy visszatérjen Franciaországba. Ez meg is történt, 1542 júliusában hajóra szállt, és 1542 októberében megérkezett Európába. Ez volt az utolsó útja Amerikába.
Későbbi beszámolójában leírta azokat a különös halakat, melyeket a partoknál láttak, (tőkehalak és bálnák).
Cartier soha nem tért vissza Kanadába. Saint-Malóban élt, elismert lett, kereskedőként dolgozott. 66 éves korában halt meg, 1557. szeptember 1-jén egy járványban.

## Emlékezete
- Place Jacques-Cartier, Montréalban
- Jacques Cartier folyó
- Jacques Cartier Park, Quebec Archiválva 2006. november 7-i dátummal a Wayback Machine-ben
- Jacques Cartier híd